# Imminence (banda)
Imminence é uma banda de metalcore formada em Trelleborg, Suécia, em 2009. O grupo é composto pelo vocalista Eddie Berg, pelo guitarrista principal Harald Barrett, pelo guitarrista base Alex Arnoldsson, pelo baixista Christian Höijer e pelo baterista Peter Hanström. Atualmente, eles estão sob contrato com a gravadora alemã Arising Empire e lançaram quatro álbuns de estúdio. Seu álbum de estúdio mais recente, Heaven in Hiding foi lançado em 26 de novembro de 2021.

## História
A banda foi formada em 2009 por Harald Barrett, com o vocalista Eddie Berg se juntando logo depois. Eles decidiram pelo nome Imminence em 2010. Em 2012, Alex Arnoldsson e Peter Hanström se juntaram à banda.
Em 2012, lançaram seu EP de estreia, Born of Sirius, que foi bem recebido por fãs e críticos. Nesse ano, também foram selecionados para tocar no Metaltown Festival, um dos maiores festivais de música da Suécia.
Em 2013, a Imminence assinou um contrato com a We Are Triumphant Records, uma subgravadora da Victory Records, uma gravadora com sede em Chicago, onde lançaram seu segundo EP, "Return for Helios", juntamente com o single "Wine & Water". Em 2014, lançaram seu álbum de estreia, I, que foi acompanhado por uma série de videoclipes dirigidos pelo vocalista Eddie Berg.

## Membros
- Eddie Berg - vocais principais, violino (2009-presente)
- Harald Barrett - guitarra principal, vocais de apoio (2009-presente); guitarra rítmica (2009-2012)
- Alex Arnoldssong - guitarra principal (2012-presente)
- Christian Höijer - baixo (2018-presente)
- Peter Hanström - bateria (2012-presente)

## Discografia
Álbuns de estúdio
- I (2014)
- This Is Goodbye (2017)
- Turn The Light On (2019)
- Turn The Light On: Acoustic Reimagination (2020)
- Turn the Light On (Deluxe Edition) (2020)

EPs
- Born Of Sirius (2012)
- Return to Helios (2013)
- Mark on My Soul (2015)

Singles
- The Deceiver (2012)
- Wine & Water (2013)
- Mark on My Soul (2015)
- The Sickness (2015)
- Paralyzed (2018)

## Videografia
| Ano  | Título                         | Álbum             |
| ---- | ------------------------------ | ----------------- |
| 2012 | "The Devourer"                 | Born of Sirius    |
| 2013 | "Wine & Water"                 | Return to Helios  |
| 2013 | "Snakes & Ladders"             | Return to Helios  |
| 2013 | "Mors Certa"                   | Return to Helios  |
| 2014 | "Hora Incerta"                 | Return to Helios  |
| 2014 | "86"                           | I                 |
| 2014 | "The Seventh Seal"             | I                 |
| 2015 | "Wine & Water" (acústico)      | Single sem álbum  |
| 2015 | "A Mark on My Soul"            | Single sem álbum  |
| 2015 | "The Sickness"                 | Single sem álbum  |
| 2016 | "Can We Give It All"           | Single sem álbum  |
| 2017 | "This Is Goodbye"              | This Is Goodbye   |
| 2017 | "Diamonds"                     | This Is Goodbye   |
| 2017 | "Broken Love"                  | This Is Goodbye   |
| 2017 | "Up"                           | This Is Goodbye   |
| 2018 | "This Is Goodbye" (acústico)   | This Is Goodbye   |
| 2018 | "Paralyzed"                    | Turn the Light On |
| 2019 | "Infectious"                   | Turn the Light On |
| 2019 | "Saturated Soul"               | Turn the Light On |
| 2019 | "Lighthouse"                   | Turn the Light On |
| 2019 | "Erase"                        | Turn the Light On |
| 2019 | "Saturated Soul" (acústico)    | Turn the Light On |
| 2019 | "Crawling" (cover Linkin Park) | Turn the Light On |
| 2021 | "Temptation"                   | Heaven in Hiding  |
| 2021 | "Heaven in Hiding"             | Heaven in Hiding  |
| 2021 | "Ghost"                        | Heaven in Hiding  |
| 2021 | "Chasing Shadows & Alleviate"  | Heaven in Hiding  |
| 2021 | "Surrender"                    | Heaven in Hiding  |
| 2023 | "Come Hell or High Water"      | Single sem álbum  |
| 2023 | "Desolation"                   | Single sem álbum  |
| 2023 | "Heaven Shall Burn"            | Single sem álbum  |